# Campestre (ort i Brasilien, Minas Gerais, Campestre)
Campestre är en ort i Brasilien.   Den ligger i kommunen Campestre och delstaten Minas Gerais, i den sydöstra delen av landet, 700 km söder om huvudstaden Brasília. Campestre ligger 1 073 meter över havet och antalet invånare är 11 802.
Terrängen runt Campestre är kuperad söderut, men norrut är den platt. Terrängen runt Campestre sluttar norrut. Campestre är det största samhället i trakten.
Omgivningarna runt Campestre är huvudsakligen savann. Runt Campestre är det ganska glesbefolkat, med 36 invånare per kvadratkilometer.